# Gale Sondergaard
Gale Sondergaard (właśc. Edith Holm Sondergaard; ur. 15 lutego 1899 w Litchfield, zm. 14 sierpnia 1985 w Los Angeles) – amerykańska aktorka filmowa, teatralna i telewizyjna, laureatka pierwszej przyznanej statuetki Oscara w kategorii dla najlepszej aktorki drugoplanowej (za swoją pierwszą na dużym ekranie rolę w dramacie historycznym Anthony Adverse; 1936).
Karierę rozpoczęła w teatrze; w filmach występowała począwszy od 1936. Zagrała m.in. drugoplanowe role w filmach Czarownica z Salem (1937), Życie Emila Zoli (1937), List (1940) czy Znak Zorro (1940). Była ponownie nominowana do Oscara dla najlepszej aktorki drugoplanowej za rolę w filmie Anna i król Syjamu (1946).

## Życiorys
Urodziła się jako Edith Holm Sondergaard w Litchfield w stanie Minnesota, w rodzinie o korzeniach duńsko-amerykańskich, jej rodzicami byli Hans Sondergaard i Christin Holm. Studiowała aktorstwo w Minneapolis School of Dramatic Arts, przed wstąpieniem do John Keller Shakespeare Company. Później koncertowała w Ameryce Północnej w takich przedstawieniach jak Hamlet, Juliusz Cezar, Kupiec wenecki i Makbet. Jej młodsza siostra Hester Sondergaard, również została aktorką.
Sondergaard w filmie zadebiutowała rolą w obrazie Anthony Adverse (1936). Jej kariera aktorska zaczęła się rozwijać, wystąpiła u boku Paula Muni w obrazie Życie Emila Zoli (1937).
Zaproponowano jej rolę Złej Czarownicy w filmie Czarnoksiężnik z Oz, jednak po zdjęciach próbnych zrezygnowano z tego pomysłu.
W 1940 roku zagrała u boku Bette Davis w obrazie List. Otrzymała drugą nominację do Oscara jako najlepsza aktorka drugoplanowa za rolę w filmie Anna i król Syjamu w 1946 roku. W latach 50. jej kariera filmowa zakończyła się za sprawą zeznań, jakie złożyła przed Senatem USA w sprawie śledztwa antykomunistycznego. W 1978 Sondegaard grała Cesarzową Marię Fiodorowną w sztuce Marcella Maurette'a Anastasia na scenie University of Massachusetts Amherst.
Swojego drugiego męża Howarda J. Bibermana poślubiła w 1930 roku. Po wybuchu tzw. drugiej czerwonej paniki, oraz umieszczeniu Bibermana na tzw. czarnej liście Hollywood, para sprzedała swój dom w Hollywood i przeniosła się do Nowego Jorku, gdzie Sondergaard mogła pracować w teatrze. Herbert Biberman zmarł w 1971 roku. Sondergaard wystąpiła jeszcze w kilku filmach telewizyjnych zanim przeszła na emeryturę.
Zmarła z powodu zakrzepicy naczyń mózgowych w Woodland Hills, w Kalifornii w wieku 86 lat. Została poddana kremacji, a jej prochy zostały rozrzucone po Oceanie Spokojnym.

## Filmografia
Filmy fabularne
- 1936: Anthony Adverse jako Faith Paleologus
- 1937: Czarownica z Salem (Maid of Salem) jako Martha Harding
- 1937: Siódme niebo (Seventh Heaven) jako Nana, siostra Diane
- 1937: Życie Emila Zoli (The Life of Emile Zola) jako Lucie Dreyfus
- 1938: Władca Jeff (Lord Jeff) jako Doris Clandon
- 1938: Dramatic School jako Madame Therese Charlot
- 1939: Never Say Die jako Juno Marko
- 1939: Juarez jako Cesarzowa Eugenie
- 1939: Synowie wolności (Sons of Liberty) jako Rachel Salomon
- 1939: The Cat and the Canary jako Panna Lu
- 1939: The Llano Kid jako Lora Travers
- 1940: Błękitny ptak (The Blue Bird) jako Tylette (kot)
- 1940: Znak Zorro (The Mark of Zorro) jako Inez Quintero
- 1940: List (The Letter) jako pani Hammond
- 1941: Czarny kot (The Black Cat) jako Abigail Doone
- 1941: Paris Calling jako Colette
- 1942: My Favorite Blonde jako Madame Stephanie Runick
- 1942: Enemy Agents Meet Ellery Queen jako pani Van Dorn
- 1942: Pamiętna noc (A Night to Remember) jako pani Devoe
- 1943: Appointment in Berlin jako Gretta Van Leyden
- 1943: Isle of Forgotten Sins jako Marge Willison
- 1943: The Strange Death of Adolf Hitler jako Anna Huber
- 1944: Sherlock Holmes i Kobieta Pająk (The Spider Woman) jako Adrea Spedding
- 1944: Zemsta niewidzialnego człowieka (The Invisible Man’s Revenge) jako Irene - Lady Herrick
- 1944: Christmas Holiday jako pani Manette
- 1944: Gypsy Wildcat jako Rhoda
- 1944: The Climax jako Luise
- 1944: Enter Arsene Lupin jako Bessie Seagrave
- 1946: The Spider Woman Strikes Back jako Panna Zenobia Dollard
- 1946: Noc w raju (Night in Paradise) jako Attosa
- 1946: Anna i król Syjamu (Anna and the King of Siam) jako Lady Thiang
- 1946: The Time of Their Lives jako Emily
- 1947: Pirates of Monterey jako Señorita de Sola
- 1947: Droga do Rio (Road to Rio) jako Catherine Vail
- 1949: East Side, West Side jako Nora Kernan
- 1969: Niewolnicy (Slaves) jako pani w Nowym Orleanie
- 1970: Savage Intruder jako Leslie
- 1970: Tango
- 1973: The Cat Creature jako Hester Black
- 1976: Powrót człowieka zwanego Koniem (The Return of a Man Called Horse) jako Kobieta Łoś
- 1976: Pleasantville jako Ora
- 1983: Echoes jako pani Edmunds

Seriale telewizyjne
- 1969: It Takes a Thief jako Madame Olga Millard
- 1970: Get Smart jako Hester Van Hooten
- 1970: The Best of Everything jako Amanda Key
- 1971: Night Gallery jako Abigail Moore
- 1971: The Bold Ones: The Lawyers jako pani Marley
- 1974: Medical Center jako Myra
- 1974: Nakia
- 1974: Police Story jako Marge White
- 1976: Ryan’s Hope jako Marguerite Beaulac
- 1977: Visions jako Ora Drummond
- 1979: Centennial jako Ciocia Agusta
- 1981: The Fall Guy jako pani Jackson

## Nagrody
- Nagroda Akademii Filmowej Najlepsza aktorka drugoplanowa: 1937 Anthony Adverse